# Narodyczi
Narodycze (ukr. Народичі, Narodyczi) – osiedle typu miejskiego na Ukrainie, w obwodzie żytomierskim, siedziba władz rejonu narodyckiego.
Pierwsza wzmianka pochodzi z 1545. Leży nad rzeką Uż, liczy około 10 000 mieszkańców.
Pod rozbiorami siedziba gminy Narodycze w powiecie owruckim guberni wołyńskiej.
Tutaj urodził się Kazimierz Moszyński (3.03.1881–9.11.1966) – polski prawnik, urzędnik państwowy II Rzeczypospolitej, wojewoda tarnopolski w latach 1928–1933.
Podczas okupacji hitlerowskiej, we wrześniu 1941 roku Niemcy utworzyli getto dla żydowskich mieszkańców. Przebywało w nim około 1200 osób. W listopadzie 1941 roku Niemcy zlikwidowali getto, a Żydów zamordowali. 

## Zabytki
- cmentarz żydowski z drewnianymi macewami i nagrobkami[3].